# سعد الجبري
سعد بن خالد بن سعد الله الجبري (حائل عام 1378 هـ) لواء، ومستشار أمني سعودي سابق في وزارة الداخلية السعودية، ومستشار لولي العهد السابق الأمير محمد بن نايف، هرب إلى خارج السعودية في شهر مايو 2017 خوفاً من «ملاحقات قانونية بتهم الفساد والتربح من المال العام للدولة» خلال فترة عمله في وزارة الداخلية وإشرافه على صندوق مكافحة الإرهاب الذي أنشأه الملك عبد الله بن عبد العزيز.

## النشأة والتعليم
كان شرطيًا يتمتع بكفاءة غير عادية في علوم الحاسوب. توفي والده عندما كان صبياً في حائل. ولأجل المساعدة في إعالة أسرته، التحق بأكاديمية للشرطة السعودية، ثم ذهب للعمل كضابط شرطة في الطائف. حصلَ الجبري على درجة البكالوريوس في العلوم الأمنية من كلية الملك فهد الأمنية بالعاصمةِ الرياض ثمّ حصل على درجة بكالوريوس في اللغة العربية وآدابها من جامعة الإمام محمد بن سعود الإسلامية ودبلوم في برمجة الكمبيوتر من معهد الإدارة العامّة بالرياض. حصل الجبري أيضًا على درجة الماجستير في علوم الكمبيوتر من جامعة الملك فهد للبترول والمعادن في أواخر الثمانينيات، ثم حصل على شهادة دكتوراه في الذكاء الاصطناعي من جامعة إدنبرة عام 1997.

## المسيرة المهنيّة
بعد الانتهاء من دراسة الدكتوراه، ذهب الجبري بناءً على طلب من وزير الداخلية آنذاك نايف بن عبد العزيز آل سعود للعملِ في وزارة الداخلية حيث كان يُدَرِّس في كلية الملك فهد الأمنية.
على مدى العقدين التاليين، أصبحَ الجبري مستشارًا رئيسيًا لمحمد بن نايف بل كان رابطًا أساسيًا بين المملكة العربية السعودية ووكالات المخابرات الغربية بما في ذلك تحالف خمسة أعين (بالإنجليزية: Five Eyes)‏، كما كان له الفضل في مساعدة بن نايف على تحويل وتحديث أجهزة الأمن السعودية وأساليبها في «مكافحة الإرهاب».
وساهم أيضا بتطوير طرق مكافحة الإرهاب في السعودية، بتحويلها من نظام تقليدي يعتمد على طريقة انتزاع الاعتراف بالعنف، إلى نظام حديث يعتمد على تقنيات الحاسوب لجمع البيانات". ولعب أيضا دورا مهم في العديد من الملفات الأمنية الحساسة، أهمها الحرب ضد تنظيم القاعدة. وبحسب برقيات دبلوماسية نشرتها ويكيليكس، أنه اضطلع أيضاً بدور بارز في ملفات خارجية كالحرب في العراق واليمن. وكان مطلعا على عديد من القضايا الحساسة.
بعد تفجيرات الرياض، تحوّل تركيز الجبري إلى تنظيم القاعدة حيثُ أدخل عدّة تغييرات على «أساليب مكافحة الإرهاب» بما في ذلك برامج إعادة التأهيل وتبادل المعلومات مع وكالات المخابرات الغربيّة وقِيل حينها إنَّ الإصلاحات كانت مفيدةً في إحباطِ مؤامرة الطرود المفخّخة عام 2010.
بحلول تمّوز/يوليو من عام 2015 وبموافقةٍ من وزير الداخلية آنذاك وولي العهد الأمير بن نايف، حضر الجبري اجتماعاتٍ مع مدير وكالة المخابرات المركزية آنذاك جون برينان في مقرّ وكالة المخابرات المركزية ووزير الخارجية البريطاني فيليب هاموند في لندن. زارَ الجبري في الشهر التالي البيت الأبيض لمناقشةِ التدخل الذي تقوده السعودية في اليمن. على الرغم من إحاطة الديوان الملكي لدى عودته، قِيل إنّ محمد بن سلمان شعر أن الجبري كان «يتآمر» مع بن نايف ضده ففُصل من أدواره الحكوميّة في العاشرِ من أيلول/سبتمبر 2015.

## المنفى
بعد إقالتهِ من الحكومة واصلَ الجبري تقديم المشورة لمحمد بن نايف بصفةٍ شخصيةٍ حتى مغادرته المملكة العربية السعودية في 17 أيّار/مايو 2017. بقي الجبري في الخارج بعد إعفاء محمد بن نايف وليًا للعهد في الشهر التالي ولجأ لاحقًا إلى كندا. حسبَ توماس جونو الأستاذ المساعد في جامعة أوتاوا فإنّ الجبري وسعوديين آخرين فرّوا من المملكة بسببِ قلقهم على سلامتهم، بينما أوضحَ بروس ريدل المُحلّل السابق في وكالة الاستخبارات المركزية ومدير مشروع المخابرات في بروكينغز السبب وراء عدم ظهورِ الجبري بعد وصوله إلى كندا: «أعتقد أنه خائف. ألن تكون كذلك؟»
بحلول 16 آذار/مارس 2020، أقدمت السلطات السعوديّة على اعتقالِ اثنين من أبناء سعد الجبري وهما سارة وعمر — ولم يُعرف مصيرهما بعد — قبل أن يُمنعَا فعليًا من مغادرة المملكة. وحسبَ خالد الجبري — الشقيق الأكبر لسارة وعمر — فمن المرجَّح أن تستخدم السلطات في الرياض الابنينِ كورقة مساومةٍ لإجبار والدهم على العودة إلى المملكة العربية السعودية.
طلبت أسرة الجبري مساعدة السلطات الأمريكية في سعيها للحصولِ على معلومات حول الزوج، بينما أكّد تيم ريسر أحد كبارِ المساعدين للسناتور باتريك ليهي أن مكتب هذا الأخير يضغطُ للحصول على معلوماتٍ حول موقعهما وإطلاق سراحهما. وذكر ريسر في إحدى مقابلاتهِ الصحفيّة حول الموضوع: «يبدو أنهما يُستخدمانِ [في إشارةٍ إلى سارة وعمر] كرهائن لمحاولة إكراه والدهم على العودة إلى المملكة العربية السعودية.»
أقدمت السلطات السعوديّة في أيّار/مايو 2020 على اعتقال شقيق سعد ويُدعى عبد الرحمن الجبري، وفي حزيران/يونيو من نفس السنة تسائل اللورد هيلتون عن الخطوات التي تتخذها الحكومة البريطانية بشأن اعتقال أبناء الجبري وشقيقه فردّت الحكومة أنها «تُراقب هذه القضية عن كثب» وأنها «قلقةٌ بشأن العديدِ من المعتقلين المحتجزين لدى الحكومة السعودية.»

## ادعاءات الفساد
طلبت السلطات السعودية في أيلول/سبتمبر 2017 من الإنتربول عبر إشعارٍ أحمر القبض على الجبري، وبحسبِ نجل الجبري خالد فقد اعتُبر الطلب «ذا دوافع سياسية» فأُلغي بعدما لم يعد الإشعار موجودًا. وعلى الرغمِ من عدم وجود معاهدةٍ لتسليم المجرمين بين كندا والمملكة العربية السعودية، فقد طلبت هذه الأخيرة مرتين من كندا تسليم الجبري؛ واحدةٌ عام 2018، والثانيّة في عام 2019.
بحسبِ صحيفة وول ستريت جورنال فقد زعم المسؤولون السعوديون أن الجبري مطلوبٌ بسببِ «الأموال المنهوبة» والتي يُزعم أنها «أُسيئت استخدامها» خلال فترة وجوده في وزارة الداخلية، حيثُ تتهم السلطات السعودية الجبري ومجموعة من الأشخاص الذين كان يقودهم خلال فترة عمله «بإساءةِ صرف ما يُقارب 11 مليار دولار من الأموال الحكومية»، و«مَنحوا أنفسهم مليار دولار على الأقلّ بشكل مباشر، فيما أُنفق ما تبقى من المبلغ «بطرق تفوح منها رائحة الفساد» هذا عدى عن شراءِ عقارات باهظة الثمن في الولايات المتحدة وكندا وتركيا».
ردًا على كل هذه الادعاءات، ذكر خالد نجلُ الجبري أنّ «الأسرة تُرحّب بالإجراءات القانونية الواجبة المحايدة التي لا تتضمّن محاولاتِ التسبب في الأذى أو الابتزاز من خلال أخذ الأطفال كرهائن.»

## انتقادات
يتهمُ بعض النشطاء الجبري بالإشراف على حملات قمعٍ خلال فترة عمله في وزارة الداخلية. وتم توجيه اتهام له بأنه ومع «مجموعة من الأشخاص الذين كان يقودهم خلال فترة عمله في وزارة الداخلية بإساءة صرف ما يقارب 11 مليار دولار من الأموال الحكومية. حيث كان يلقب بالرجل الثاني في وزارة الداخلية بعد وزير الداخلية محمد بن نايف تحت اسم صندوق مكافحة الإرهاب الذي أشرف الجبري عليه بنفسه لمدة 17 عام.

## محاولات الاغتيال

### المحاولة
رفعَ الجبري دعوى قضائية في واشنطن ضد ولي العهد السعودي محمد بن سلمان يتهمه فيها مدعياً بأنه أرسل فريقًا لاغتيالهِ في كندا سعيًا للحصول على تسجيلات مهمة، وذلك بعد أسبوعين فقط من اغتيال الصحفي جمال خاشقجي داخل قنصلية بلاده في إسطنبول في الثاني من تشرين الأول/أكتوبر 2018.
حسبَ مستندات الدعوى القضائية والتي نشرتها وسائل إعلام كنديّة وواشنطن بوست في ملفٍ مكوّنٍ من مائة وستّ صفحات، فإن مسؤولين أميركيين كِبارا كانوا على علمٍ بتفاصيل محاولة الاغتيال التي كُلّفت بها الفرقة السعوديّة المعروفة في وسائل الإعلام الغربيَة باسمِ فرقة النمر وهي الفرقة ذاتها التي أشرفت على عمليّة اغتيال خاشقجي في تركيا، فضلًا عن السلطات الكندية التي اشتبهت في أعضاء الفريق ولم تسمح سوى لأحدهم بالدخول لأنه يحمل جوازًا دبلوماسيًا. نشرت صحيفة غلوب أند ميل الكندية مقالًا مُفصّلًا بتاريخ 7 أغسطس/آب 2020 ذكرت فيهِ أنه وبعدما أُبلغت أجهزة الأمن الكندية بمحاولات الهجوم على الجبري المُقيم في مكانٍ غير معروفٍ في تورنتو، توجّه ضباط مُدجّجين بالسلاح من شرطة الخيالة الكندية الملكية بالإضافة إلى حراس خاصين لحماية الجبري من أيّ عملية اغتيال أو هجومٍ محتملة.
بينما ذكر بعض الخبراء القانونيين إنهم يشكون في أن قضية سعد الجبري ستحرز أي تقدم، وأشاروا إلى أن الهدف الحقيقي من هذه الدعوى هو الحصول على دعم لمزاعمه، وأنه قد لاتنظر أي محكمة أمريكية لهذه الادعاءات.

### ردود الفعل
قالت أنييس كالامار مقررة الأمم المتحدة التي تُتابع حالات الإعدام التعسفي عبر حسابها الرسمي في موقع التدوينات القصيرة تويتر: «إنّ ما نُشر عن محاولة محمد بن سلمان للنيل من الجبري لم يفاجئها... عملية اغتيال خاشقجي لم تكن أول عملية خاصة لفريق اغتيال سعودي ولن تكون الأخيرة»، في حين قالَ السيناتور الديمقراطي باتريك ليهي «إنّ الوقائع التي تضمنتها وثائق الدعوى التي رفعها سعد الجبري ضد ولي العهد السعودي مروعة... لولا فطنة حراس الحدود الكنديين لكان الجبري قُتل وتم تقطيعه والتخلص من أشلائه سرًا.»

## الحياة الشخصية
متزوج ولديه 6 أبناء وابنتين